# We Ride
«We Ride» (укр. Будемо разом) — третій сингл барбадоської співачки Ріанни з її другого студійного альбому A Girl Like Me, випущений 21 серпня 2006 року.

## Про пісню
«We Ride» написана Макебою Ріддік, Міккелєм Сторлеєром Еріксеном і Тором Еріком Германсеном, і спродюсована Еріксеном і Германсеном під сценічною назвою їхньої команди StarGate. Ріанна пояснила причину вибору пісні «We Ride» як третього синглу з альбому в інтерв'ю з Корі Моссом з MTV. Співачка заявила, що замість того, щоб спитати свій лейбл і менеджмент, яка пісня має бути випущеною після «Unfaithful», Ріанна глянула на iTunes, щоб подивитись, яка її найбільш скачувана пісня після першого синглу з альбому «SOS» і «Unfaithful» і заявила, що «We Ride» була третьою за популярністю, сказавши: «Зі всіх моїх пісень, доступних для продажу на iTunes, „We Ride“ була третьою найбільш скачуваною після „SOS“ і „Unfaithful“… Це добрий зворотній зв'язок, так що я хочу дати прихильникам те, що вони хочуть». «We Ride» була випущена як третій сингл на американському радіо 21 серпня 2006 року, і була випущена на деяких європейських територіях як CD-сингл в жовтні й листопаді 2006 року. В Австралії пісня була випущена як міні-альбом (EP) 30 жовтня 2006 року, який включав ремікси на «We Ride» і попередній сингл з альбому «Unfaithful».

## Формати і трек-лист
- Альбомна версія[7]

1. "We Ride" – 3:56

- Australian Extended Play (EP)[6]

1. "We Ride" (No Hi Hat) – 3:56
2. "Unfaithful" (Nu Soul Remix) – 6:55

## Положення в чартах
| Чарт (2006)                                   | Місце |
| --------------------------------------------- | ----- |
| Австралія (ARIA)                              | 24    |
| Бельгія (Ultratop 50 Flanders)                | 40    |
| Бельгія (Ultratop 50 Wallonia)                | 26    |
| Фінляндія (Suomen virallinen lista)           | 4     |
| Німеччина (Media Control Charts)              | 45    |
| Ірландія (IRMA)                               | 17    |
| Нідерланди (Dutch Top 40)                     | 60    |
| Нова Зеландія (RIANZ)                         | 8     |
| Словаччина (IFPI)                             | 14    |
| Швейцарія (Schweizer Hitparade)               | 42    |
| UK Singles (Official Charts Company)          | 17    |
| US Bubbling Under Hot 100 Singles (Billboard) | 7     |
| US Pop Songs (Billboard)                      | 34    |

| Чарт (2007)                         | Місце |
| ----------------------------------- | ----- |
| US Hot Dance Club Songs (Billboard) | 1     |

| Чарт (2008)   | Місце |
| ------------- | ----- |
| Італія (FIMI) | 16    |